# Platyceroides potax
Platyceroides potax – gatunek chrząszcza z rodziny jelonkowatych i plemienia Platyceroidini.
Gatunek ten został opisany w 2014 roku przez M. J. Paulsena.
Ciało długości od 10,2 do 13 mm i szerokości od 4,3 do 5,5 mm, ubarwione czarno z delikatnym, metalicznym, zielonym połyskiem. Głowa o krótkiej wardze górnej i niecałkowicie omszonych członach buławek czułków. Przedplecze i pokrywy umiarkowanie głęboko punktowane. Barwa pokryw jasnobrązowa, a ich powierzchnia z niezbyt wyraźnie wgłębionymi rzędami. Tylne skrzydła samców w pełni rozwinięte, samic zaś skrócone. Od P. opacus różni się m.in. około dwukrotnie mniejszą buławką czułków i szerszym w widoku bocznym edeagusem samca.
Chrząszcz endemiczny dla Kalifornii w Stanach Zjednoczonych, gdzie ograniczony jest w swym zasięgu do hrabstw Butte i Yuba.